# Gaudeamus igitur
Gaudeamus igitur (lateinisch; ins Deutsche übertragen: „Lasst uns also fröhlich sein!“), auch bekannt unter dem Titel De brevitate vitae (lateinisch für „Über die Kürze des Lebens“), ist ein Studentenlied mit lateinischem Text. Es gilt als das berühmteste traditionelle Studentenlied der Welt und ist in vielen Ländern Europas, in der angelsächsischen Welt sowie in Teilen Asiens und Lateinamerikas bekannt. Öfter gibt es Übersetzungen in die jeweiligen Landessprachen. Seit dem 18. Jahrhundert gibt es auch verschiedene deutschsprachige Versionen.
Die ersten Textspuren dieses Liedes finden sich im Mittelalter. In den nächsten Jahrhunderten tauchen weitere Hinweise auf dieses Lied in der Literatur auf, die vermuten lassen, dass zumindest Textpassagen über einen langen Zeitraum hinweg in der mündlichen Überlieferung weitergetragen worden sein müssen. Literarisch von Christian Wilhelm Kindleben bearbeitet, erscheint der Text im ersten gedruckten studentischen Liederbuch von 1781 und wird im 19. Jahrhundert zu einem prominenten Bestandteil studentischer Liederbücher im deutschen Sprachraum, aber auch in anderen Ländern.
Die Melodie  erscheint 1788 erstmals im Druck und wird seitdem fest mit dem Text Gaudeamus igitur verknüpft. Text und Melodie bilden heute eine Einheit und erfreuen sich in vielen Ländern der Welt hoher Wertschätzung in akademischen Kreisen.
Als Johannes Brahms 1879 die Ehrendoktorwürde der Universität Breslau verliehen wurde, bedankte er sich mit der Akademischen Festouvertüre, in deren hymnischem Schluss er das Gaudeamus igitur im großen Orchester erklingen ließ.

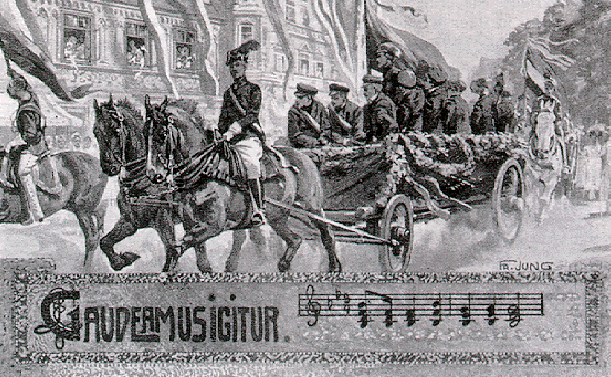
Studentischer Umzug mit einem Zitat von „Gaudeamus igitur“ auf einer alten Postkarte

## Liedtext

### Wortlaut und Übersetzungen
| Lateinisches Original (Kindleben, 1781)                                                                                         | Deutsche Nachdichtung (Kindleben, 1781)                                                                                                  |
| --- | --- |
| \|\|:Gaudeamus igitur, Iuvenes dum sumus.:\|\| Post iucundam iuventutem, Post molestam senectutem, \|\|:Nos habebit humus.:\|\| | Laßt uns, weil wir jung noch sind, Uns des Lebens freuen, Denn wir kommen sehr geschwind Zu der Todten Reihen.                           |
| Ubi sunt, qui ante nos In mundo fuere, Vadite ad superos, Transite ad inferos, Ubi iam fuere.                                   | Sagt mir doch, wo trift man an, Die vor uns gewesen? Schwingt euch zu dem Sternenplan. Gehet hin zu Charons Kahn, Wo sie längst gewesen. |
| Vita nostra brevis est, Brevi finietur, Venit mors velociter, Rapit nos atrociter, Nemini parcetur.                             | Kurz ist unsre Lebenszeit, Sie vergeht geschwinde, Unter Sorgen, Müh und Streit, :,: Wie der Rauch vom Winde.                            |
| Vivat Academia, Vivant Professores, Vivat membrum quodlibet, Vivant membra quaelibet, Semper sint in flore!                     | Blüh, o edler Musensitz, Blühet auch, ihr Lehrer, Es leb ein jeder Musensohn, :,: Er sey der Weisheit Mehrer.                            |
| Vivant omnes virgines Faciles, formosae Vivant et mulieres, tenerae, amabiles, bonae, laboriosae.                               | Hübsche Mädchen sollen hoch Gleich den Weibern leben, Die uns hold sind, und sich Müh :,: In der Wirthschaft geben.                      |
| Vivat et respublica, Et qui illam regit, Vivat nostra civitas, Mecaenatum caritas, Quae nos hic protegit.                       | Unser Herrscher lebe hoch, Und sein Staat gedeihe, Daß sich unser Vaterland :,: Seines Segens freue.                                     |
| Pereat tristitia, Pereant osores, Pereat diabolus, Quivis Antiburschius, Atque irrisores.                                       | Traurigkeit und Schwermuth, stirb, Gebt uns Wein für Wasser, Alles Widrige, verdirb! :,: Sterbet, Burschenhasser!                        |

Anmerkungen:
- Kindleben merkt an: „Ich weiß es sehr wohl, daß der Ausdruck Musensöhne, ein unschicklicher, komischer Ausdruck ist; denn die Musen werden uns in der Götterlehre als Jungfern beschrieben; als solche können und dürfen sie freylich keine Söhne haben. Aber diese Redart ist nun einmal gäng und gebe, wer kann sich helfen!“
- „:,:“ in Strophe 5 bis 7 sind nicht im Original, aber im Nachdruck vorhanden.

| Ein späterer lateinischer Text (1795) mit dem Titel: De brevitate vitae, carmen amoebaeum.                  | Moderne deutsche Übersetzung (Wikipedia-Autoren) | Deutsche Nachdichtung Kindlebens Nachdichtung verändert in Auswahl guter Trinklieder, 2. Aufl. Halle 1795                                        | Altgriechische Version                                                                                                   |
| --- | --- | --- | --- |
| Gaudeamus igitur juvenes dum sumus, post jucundum juventutem, post molestam senectutem nos habebit humus.   | Wir wollen also fröhlich sein, solange wir noch jung sind. Nach angenehmer Jugendzeit, nach beschwerlichem Alter wird uns die Erde haben.                                                                      | Laßt uns, weil wir jung noch sind, uns des Lebens freuen, denn wir kommen doch geschwind wie ein Pfeil durch Luft und Wind zu der Todten Reihen. | \|: Φíλοι εὐϑυμώμεϑα νεανίαι ὄντες. :\| Ἥβην καλὴν λείψομεν, τάχα τελευτήσομεν, \|: γῆρας μετασχόντες. :\|               |
| Ubi sunt qui ante nos in mundo fuere? vadit(a)e ad superos, transite ad inferos, ubi jam fuere?             | Wo sind jene, die vor uns auf der Welt gewesen sind? Geht zu denen da oben [geht zu den Göttern oder Lebenden], steigt hinunter zu denen da unten [geht hinüber zu den Toten], dort wo sie schon gewesen sind? | Sagt mir doch, wo trifft man an, die vor uns gewesen? schwingt euch auf zur Sternenbahn, geht hinab zu Charons Kahn; wo sie längst gewesen!      | \|: Ποῦ εἰσίν, οἳ πρὸ ἡμῶν ἤδη ἐγένοντο, :\| βαίνετε εἰς οὐρανόν, ἔρχεσϑε εἰς τάρταρον, \|: ποῦ εἰσίν; ᾤχοντο. :\|       |
| Vita nostra brevis est, brevi finietur; venit mors velociter, rapit nos atrociter nemini parcetur.          | Unser Leben ist kurz, in Kürze wird es vorüber sein; der Tod kommt schnell, rafft uns in schrecklicher Weise hinweg, niemand wird verschont werden.                                                            | Kurz ist unsre Lebenszeit, sie vergeht geschwinde, unter Sorgen, Müh’ und Streit schwindet Jugend Fröhlichkeit, wie der Rauch vom Winde.         | \|: Βίος ἀνϑρώπων βραχύς, τάχα τελευτήσει, :\| τάρταρος ἐφάπτεται καί ἡμᾶς ἐφέλκεται. \|: Τίνος ἀμελήσει. :\|            |
| Vivat Academia, vivant Professores! vivat membrum quodlibet! vivant Membra quaelibet! semper sint in flore! | Es lebe die Akademie, es leben die Professoren! Es lebe jedes (Mit)Glied Es leben alle (Mit)Glieder. Sie sollen immer in Blüte stehen!                                                                         | Blüh’, du edler Musenthron, blühet auch ihr Lehrer! jedem braven Musensohn werde Ehr und Glück zum Lohn, ihm, der Weisheit Hörer.                | \|: Ζήτω ἀκαδήμεια διδάσκοντες ζώντων. :\| Ζήτω ὅστις κοινωνός, ἐστὶ μελετήματος. \|: Ἀεὶ ἀκμαζώντων. :\|                |
| Vivant omnes virgines Faciles, formosae Vivant et mulieres, tenerae, amabiles, bonae, laboriosae.           | Es sollen alle Mädchen [oder Jungfrauen] leben, die leichtlebigen und hübschen! Es leben auch die (erwachsenen) Frauen, die Zarten, die Lieblichen, die Guten, die Fleißigen.                                  | Hübsche Mädchen sollen hoch, gleich den Weibern leben, die uns hold sind, und sich Müh’ in der Wirthschaft spät und früh, uns zu dienen geben.   | \|: Ζαῖεν πᾶσαι παρϑένοι ῥάδιαι καὶ κάλλισται. :\| Ζαῖεν τε καὶ γυναῖκες φιλόστοργαι, ἡδεῖαι \|: ἀγαϑαὶ καὶ ἐργάται. :\| |
| Vivat et respublica, et qui illam regit! vivat nostra civitas Maecenatum caritas quae nos hic protegit.     | Es lebe auch der Staat und wer ihn regiert! Es lebe unsere (Universitäts-)Bürgerschaft, die Fürsorge der Mäzene, die uns hier beschützt.                                                                       | Stadt und Städchen sey beglückt auch der Landesvater! Vivat wer uns Nummos schickt, wenn die Schuldenlast uns drückt, Vivat Freund und Rather!   | \|: Ζήτω καὶ πολιτεία, βασιλεύς τε ζήτω. :\| Ζήτω καὶ πόλις ἡμῶν καὶ χάρις κεδευμόνων. \|: Ἑταῖρος πᾶς ζήτω. :\|         |
| Pereat tristitia pereant osores pereat diabolus quivis Antiburschius atque irrisores.                       | Nieder mit der Traurigkeit nieder mit den Hassern, nieder mit dem Teufel, mit jedem Burschenfeind und auch mit allen Spöttern.                                                                                 | Gram und Sorgen fliehet jetzt, sterbet Burschenfeinde! Pereat wer uns verpetzt, uns belächelt und verhetzt mit dem besten Freunde.               | \|: Λύπη δὲ ἀπολύσϑω φϑινέτω μισητός. :\| Φϑινέτω διάβολος, ἕκαστος μισόλογος \|: καὶ καταρρινήτης. :\|                  |

Anmerkung: Es gibt zahlreiche jüngere Fassungen mit Abweichungen bei der Interpunktion, Groß- und Kleinschreibung und im Text. Beispiele:
- Leipziger Commersbuch. Bei Karl Tauchnitz, Leipzig, 1816, S. 106ff. (Google)
Alle Wörter sind abgesehen vom Versanfang kleingeschrieben (academia, professores, membra, diabolus, antiburschius).
In Strophe 1: „Post jucundam juventutem,“.
Am Ende von Strophe 2: „Transeas ad superos,   Redeas ad inferos,   Hos si vis videre.“
Am Ende von Strophe 5: „Vivant omnes juvenes,   Vivant et mulieres   Bonae, laboriosae.“
- Neues Allgemeines Commersbuch. Teutonia. – Auswahl von Commers- und Gesellschaftsliedern. Halle, 1816, S. 162f. (Google)
Am Ende von Strophe 5: „Vivant et mulieres (bis)   Bonae, laboriosae! ::“.
- Berlinisches Commersbuch. Bey Theodor Joh. Chr. Fr. Enslin, Berlin, 1817, S. 27f. (Google)
Alle Wörter sind abgesehen vom Versanfang kleingeschrieben, ausgenommen Diabolus in Strophe 7.
- Neues Commersbuch. Germania, 1818, S. 42f. (Google)
In Strophe 1: „Post transactam iuventutem,“.
- Neues teutsches allgemeines Commers- und Liederbuch. 3. Aufl., Germania (Tübingen in der Osiander'schen Buchhandlung), 1820, S. 25f. (Google)
Am Ende von Strophe 5: „Tenerae, amabiles!   Et laboriosae.“
- In den USA, insbesondere Yale, wurden mitunter Strophen gestrichen und zwei weitere ergänzt.[7]

### Worterklärungen
- Musenthron, Musensohn: Die Musen galten in der Antike als die Beschützerinnen von Kunst und Wissenschaft, deshalb wurde der Student im 18. Jahrhundert als Musensohn bezeichnet, analog ist der Musenthron die Universität und die Musenstadt die Universitätsstadt.
- Nummos: Akkusativ Plural von lateinisch nummus „Münze“, hier im Sinne von „Geld“, „finanzielle Unterstützung“.
- Vivat, pereat, : Vor allem in der Frühen Neuzeit verwendete Hoch- bzw. Schmährufe (Interjektionen). Vivat ist im Lateinischen die 3. Person Singular, Konjunktiv, Präsens, Aktiv von vivere „leben“, also übersetzt „es lebe …!“ (heutzutage noch als „Lebe hoch!“ verwendet), pereat die gleiche grammatikalische Form von lat. perire „untergehen“; Pereat war im 18. Jahrhundert bei Studenten auch eine beliebte Provokation zu einem Rencontre, einem spontanen Duell mit Fechtwaffen.
- Bursche: Von lat. bursarius, „Bewohner einer Burse“, im 18. Jahrhundert allgemein übliche Bezeichnung für einen Studenten.

## Melodie

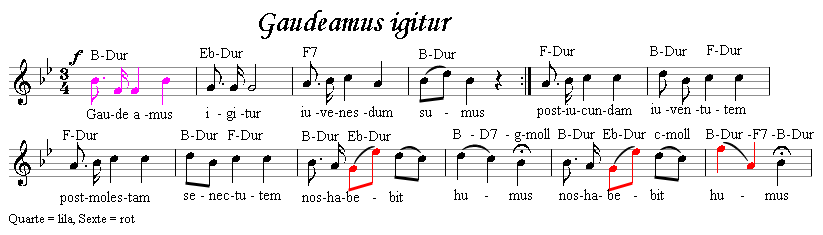

Das Lied lässt sich in drei Teile gliedern (siehe auch Liedform), wobei die Harmonik einfach gehalten ist. Die ersten vier Takte kommen mit den drei Hauptfunktionen Tonika, Subdominante und Dominante aus.
Nach der Wiederholung der ersten vier Takte beschränken sich die folgenden vier sogar auf ein harmonisches Pendeln zwischen Tonika und Dominante.
Der letzte Abschnitt (Takt 9 bis 12) ist harmonisch etwas anspruchsvoller: Takt 9 lässt sich wohl am überzeugendsten mit der Tonika in Grundstellung oder als Sextakkord auf der 1. Zählzeit und mit der Subdominante mit substituierender Sexte (Töne: es-g-c) auf dem 2. und 3. Schlag harmonisieren. Im Interesse einer günstigen, d. h. konsequent in Ganz- oder Halbtonschritten steigenden, Bassmelodik folgt in Takt 10 nach der Tonika mit Quinte im Bass bzw. dem unaufgelösten Quartsextvorhalt der Dominante (Töne: f-b-d) bei chromatischer Bassführung die Zwischendominante in Form des Quintsextakkordes (Töne: fis-a-c-d) oder verminderten Septakkordes (Töne: fis-a-c-es) in Bezug zur Tonikaparallele (Töne: g-b-d). Takt 11 verwendet – am besten nach der Tonika in Sextakkordposition – wiederum die Subdominante mit substituierender Sexte. Der letzte Takt schließt formelhaft und gleichzeitig in melodisch bestimmter Euphorie mit dem Quartsextvorhalt der Dominante, der Auflösung der beiden Vorhalte und der Tonika. Eher ungewöhnlich wirkt dabei der weibliche Schluss, d. h. die Platzierung der Schlusstonika auf einer schwachen Zählzeit.
Die einprägsame Melodie beginnt mit zwei Quart-Intervallen, verwendet dann hauptsächlich Sekundschritte (26-mal) und einige Terzintervalle (7-mal). Der abschließende melodische Höhepunkt wird mit drei Sexten gestaltet (zweimal aufsteigend in Takt 9 und 11 sowie einmal absteigend im letzten Takt).
Das Lied erhält durch die häufig verwendete Punktierung rhythmischen Schwung. Während die Takte 1 bis 4 und 5 bis 8 große Ähnlichkeit aufweisen (Takt 5 – 8 ist eine Variante von Takt 3 und 4), heben sich die vier Schlusstakte mit ihrer erweiterten Harmonik, den Sextsprüngen und den durchlaufenden Vierteln deutlich ab. Die Steigerung zum Liedende wird durch die erst jetzt erreichten Spitzentöne (es in Takt 9 und 11 sowie f in Takt 12) unterstrichen.
Das Lied ist a cappella – mit einfacher Dreiklangbegleitung – oder im mehrstimmigen Satz wie in folgendem Beispiel anzutreffen.

Gaudeamus igitur im vierstimmigen Satz

Die Harmonik ist hier gegenüber dem obigen Beispiel etwas verändert. Die Subdominante in Takt 2 ist durch die Folge S – Smaj7 und die dazugehörige Mollparallele erweitert. In Takt 4 ist zur Dominante D7 die Subdominante S7 eingeschoben.
Takt 1 – 4: | T | S – Smaj7 – Sp | D7 – S7 – D7 | T |

## Überlieferungsgeschichte

### Bezug auf die Antike
Der Titel des Liedes De brevitate vitae ist seit der Antike bekannt als Titel einer philosophischen Abhandlung des römischen Schriftstellers Lucius Annaeus Seneca (4 v. Chr. – 65 n. Chr.), der der philosophischen Schule der Stoa anhing. In seinem Traktat „Über die Kürze des Lebens“ vermittelte Seneca, dass das Leben nur denjenigen Menschen zu kurz erscheint, die ihre Lebensspanne nicht sinnvoll nutzen, sondern ihre Zeit verschwenden. Da zu der universitären Ausbildung in der Neuzeit auch die intensive Auseinandersetzung mit antikem Schrifttum gehörte, ist anzunehmen, dass diese Schrift Senecas den damaligen Studenten bekannt war.

### Spuren im Mittelalter
Die ältesten Belege für einzelne Passagen des Liedtextes finden sich in einem einstimmigen Conductus mit dem Titel Scribere proposui („Ich habe mir vorgenommen zu schreiben“), der in einem Manuskript aus dem Jahre 1267 in der Bibliothèque Nationale in Paris erhalten ist. Dieses Manuskript wurde vermutlich in England geschrieben und enthält mehrere französische Texte sowie einige Blätter mit Liedern, wohl englische Kompositionen. Scribere proposui bietet in den Strophen II und III enge textliche Parallelen zu den Strophen II und IV von Kindlebens Fassung, aber die Formulierung Gaudeamus igitur erscheint noch nicht. Auch der Bau der Strophe ist verschieden, und die im Manuskript wiedergegebene Melodie weist mit der heute gesungenen keine Ähnlichkeit auf.
Scribere proposui

[…]

II

Vita brevis breviter in brevi finietur;

mors venit velociter et neminem veretur;

omnia mors perimit et nulli miseretur.

Surge, surge, vigila, semper esto paratus!

[…]

IV

Ubi sunt, qui ante nos in hoc mundo fuere?

Venies ad tumulos, si eos vis videre:

Cineres et vermes sunt, carnes computruere.

Surge, surge, vigila, semper esto paratus!
Moderne Übersetzung

[…]

II

Das Leben ist kurz, seine Kürze wird in kurzer Zeit beendet sein;

Der Tod kommt schnell und hat vor niemandem Respekt;

alles vernichtet der Tod und hat mit niemandem Erbarmen.

Steh auf, steh auf, sei wachsam, sei allzeit bereit!

[…]

IV

Wo sind sie, die vor uns in dieser Welt waren?

Komm zu den Gräbern, wenn du sie sehen willst:

Asche sind sie und Gewürm, ihr Fleisch ist verfault.

Steh auf, steh auf, sei wachsam, sei allzeit bereit!
Die Frage in der vierten Strophe ist ein verbreitetes Motiv der mittelalterlichen Dichtung, wenn es um die Vergänglichkeit des Lebens geht. Siehe dazu auch: Ubi sunt.

### Spuren in der Frühen Neuzeit
August Heinrich Hoffmann von Fallersleben schrieb in seiner Abhandlung über das Lied Gaudeamus igitur aus dem Jahre 1872, er habe „in einer Handschrift des 16. Jahrhunderts“ unter dem Titel Hymnus Paranymphorum io io io io ein Spottlied auf die Heirat von Martin Luther im Jahre 1525 gefunden, bei dem sich ihm die Frage stellte, ob „dasselbe nicht auf die Melodie des Gaudeamus igitur gedichtet sein“ könnte. Die Handschrift und der Text sind anderweitig nicht mehr bekannt. Nach der Darstellung Fallerslebens handelte es sich um ein Lied mit 54 Zeilen, gegliedert in (demnach 18) Strophen zu je drei trochäischen Vierhebern, der letzte davon katalektisch (mit fehlender unbetonter Schlusssilbe). Dem Lied vorangestellt sind außerdem zwei Verse mit metrisch unklarer, nur gewaltsam ebenfalls als Trochäus deutbarer Struktur, die offenbar wie ein Refrain zu Beginn jeder Strophe wiederholt werden sollen:
Hymnus Paranymphorum io io io io

Gaudeamus cum iubilo

Dulces Lutheriaci

Noster pater hic Lutherus

Nostre legis dux sincerus

Nuptam ducit hodie

Qui cum sacer sacra iunctus

Que docebat est perfunctus

Et confecit omnia

[…]

I cuculla vale papa

Vale prior custos abba

Cum obedientia

Ite vota preces hore

Vale timor cum pudore

Vale conscientia
Moderne Übersetzung

Laßt uns mit Jubel fröhlich sein,

liebe Lutherjünger!

Luther, unser Vater hier,

unsres Glaubens ernster Führer,

führt heute eine Braut heim.

Er, der als Heiliger (geweihter Priester) mit einer Heiligen (Nonne) verbunden,

hat, was er immer lehrte, ganz vollzogen

und alles vollendet.

[…]

Geh’ dahin, Mönchskapuze, lebewohl Papst,

lebewohl Prior, Kustos, Abt,

und mit euch der Gehorsam!

Geht dahin ihr Gebete, Fürbitten und Stundengebete,

lebewohl Gottesfurcht und mit dir das Schamgefühl,

lebewohl Gewissen!
Signifikante textliche Übereinstimmungen sind nicht festzustellen, da das übereinstimmende Gaudeamus letztlich von einer bei beiden Liedern im Hintergrund zu sehenden, traditionellen liturgischen Formel (Gaudeamus omnes) vorgeprägt ist. Auch das Metrum weist nur eine entfernte Ähnlichkeit auf, da in Gaudeamus igitur die beiden jeweils gereimten vierhebigen Trochäen nicht von einem vierhebigen katalektischen Trochäus, sondern von einem akatalektischen trochäischen Dreiheber beschlossen werden. Da der ältere Text nicht vollständig vorliegt, lässt sich auch nicht beurteilen, ob die inhaltliche Entwicklung vom ironisch jubelnden „Gaudeamus“ („Jubel“ darüber, dass Luther seiner Lehre wider den Zölibat nun die Tat hat folgen lassen) des Beginns zum sarkastischen „Vale“ des Endes lediglich zufällig an den entfernt ähnlichen Aufbau von Gaudeamus igitur („Gaudeamus“ – „Vivat“ – „Pereat“) erinnert.

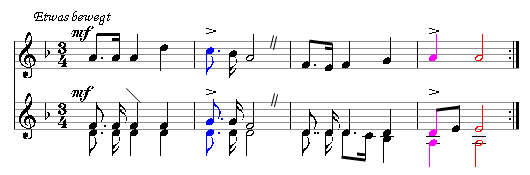

Ein demgegenüber mit Gaudeamus igitur eindeutig verwandtes deutsches Lied, Brüder! laßt uns lustig seyn, wurde von Johann Christian Günther mutmaßlich um 1717 verfasst und ohne Musik erstmals abgedruckt in einer der postumen Sammlungen von Günthers Gedichten. Das Lied wird auf eine (nach Angabe des Liederbuchs Das Aufrecht Fähnlein in den 1920er Jahren bereits „vor 1717“ entstandene) Moll-Variante der Melodie gesungen. Für eine frühere Entstehung beziehungsweise eine bewusst archaisierende Setzweise der Melodie spricht auch der Quartvorhalt auf schwerem Taktteil in Takt 2, sowie die ausgelassene, nach 1600 aber unerlässliche Terz im Schlussakkord.
Studenten-Lied.

1.

BRüder! laßt uns lustig seyn,

Weil der Frühling währet,

Und der Jugend Sonnen-Schein

Unser Laub verklähret:

Grab und Bahre warten nicht;

Wer die Rosen ietzo bricht,

Dem ist der Kranz beschehret.

2.

Unsers Lebens schnelle Flucht

Leidet keinen Zügel,

Und des Schicksals Eiffersucht

Macht ihr stetig Flügel:

Zeit und Jahre fliehn davon,

Und vielleichte schnitzt man schon

An unsers Grabes Riegel.

3.

Wo sind diese? sagt es mir,

Die vor wenig Jahren

Eben also gleichwie wir

Jung und frölich waren?

Ihre Leiber deckt der Sand,

Sie sind in ein ander Land

Aus dieser Welt gefahren.

4.

Wer nach unsem Vätern forscht,

Mag den Kirch-Hof fragen:

Ihr Gebein, so längst vermorscht,

Wird ihm Antwort sagen.

Kan uns doch der Himmel bald,

Eh die Morgen-Glocke schallt,

In unsre Gräber tragen.

5.

Unterdessen seyd vergnügt,

Laßt den Himmel walten!

Trinckt, biß euch das Bier besiegt,

Nach Manier der Alten.

Fort! mir wässert schon das Maul,

Und ihr andern seyd nicht faul,

Die Mode zu erhalten.

6.

Dieses Gläßgen bring ich dir,

Daß die Liebste lebe!

Und der Nachwelt bald von dir

Einen Abriß gebe.

Setzt ihr andern gleichfalls an,

Und wenn dieses ist gethan,

So lebt der edlen Rebe.
Die älteste Version des lateinisch geschriebenen Textes, welche der der heutigen zumindest ähnlich ist, steht in einem handschriftlichen Studentengesangbuch, das zwischen 1723 und 1750 geschrieben wurde. Das Buch befindet sich heute in der Staatsbibliothek zu Berlin (früher Staatsbibliothek Preußischer Kulturbesitz, davor Westdeutsche Bibliothek Marburg). Nach Raimund Lang besteht die Melodie seit 1736.
In der Lateinisch abgefassten Abhandlung Dissertatio de norma actionum studiosorum seu von dem Burschen-Comment, dem 1780 veröffentlichten und damit ältesten bekannten Bericht über speziell studentische Gebräuche im deutschen Sprachraum, gibt es einen deutlichen Hinweis auf das Lied. Hier steht in der Einleitung:

“Dum relinquimus academias, relinquimus quoque iura nostra. Hic Rhodus, hic saltandum! Gaudeamus itaque, Burschii dum sumus! Vtamur nostris iuribus, praerogatiuis, immunitatibus!”

Als Autor wird in der Literatur ein gewisser Christian Friedrich Gleiß vermutet, der 1752 geboren und 1772 in Erlangen für Rechtswissenschaften immatrikuliert wurde. Er starb bereits 1784.
In einer unter dem Pseudonym Nikolaus Balger veröffentlichten deutschen Fassung aus dem Jahre 1798 steht dazu folgende Übersetzung:

„Indem wir die Universität verlassen, verlassen wir zugleich unsere Rechte. Was wir also thun wollen, muß bald geschehen. Gaudeamus itaque, juvenes, dum sumus! Lasset uns unsere Rechte, Vorzüge und Freyheiten gebrauchen!“

### Heutige Fassung erscheint im Druck

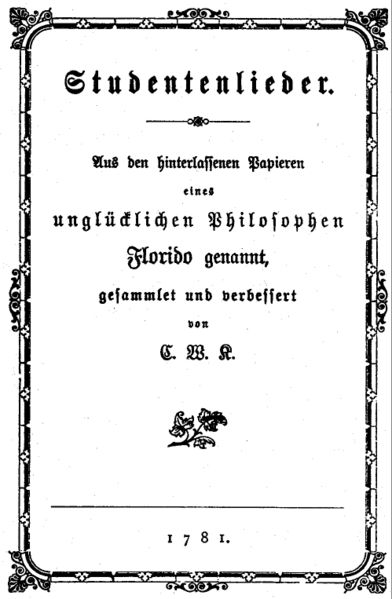
Studentenlieder (Nachdruck) – Titelblatt des ersten gedruckten studentischen Liederbuchs Deutschlands von 1781, das den ersten Beleg für die heute gebräuchliche Fassung von Gaudeamus igitur enthält

Die heute gebräuchlichste lateinische Fassung des Gaudeamus igitur steht zusammen mit einer Nachdichtung in deutscher Sprache in Christian Wilhelm Kindlebens Buch Studentenlieder, erschienen in Halle (Saale) im Jahre 1781.
Kindleben hatte in Halle Theologie studiert und führte danach ein unstetes Literatenleben mit wechselnden Anstellungen in verschiedenen Städten. Mit seinen literarischen Publikationen machte er sich teilweise unbeliebt. Seine Lebensweise galt als für einen Theologen zu anstößig.

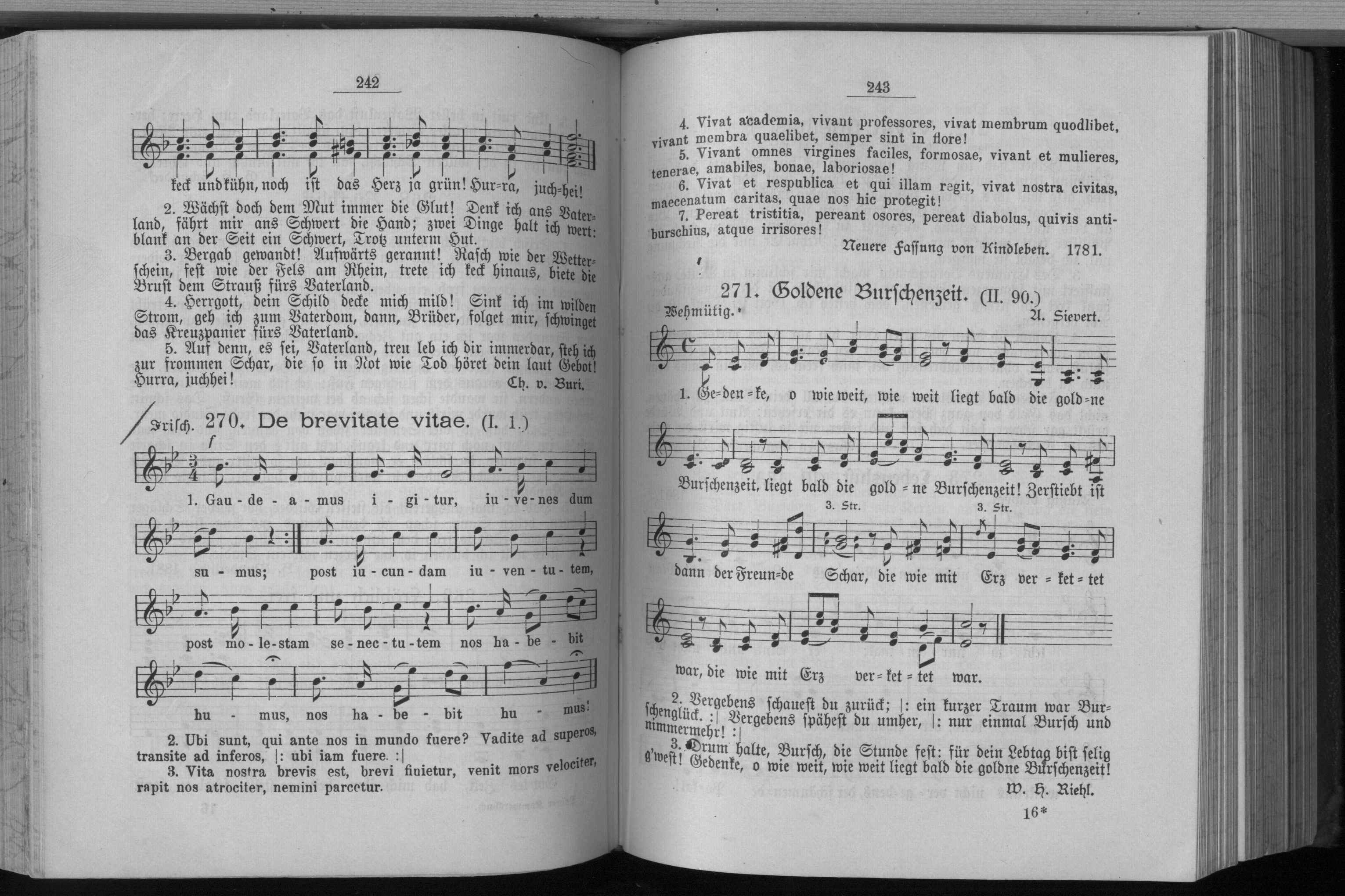
Gaudeamus igitur mit Noten in einem Kommersbuch aus der Zeit um 1900

Offensichtlich war das mündlich tradierte studentische Liedgut im 18. Jahrhundert noch von burlesken bis obszönen Inhalten geprägt, die Kindleben dazu veranlasst haben, den Text für eine Veröffentlichung im Druck anzupassen und von allen anstößigen Passagen zu bereinigen. Er schrieb speziell zu Gaudeamus igitur in seinem Liederbuch:
Ich habe mich genöthigt gesehen, dieses alte Burschenlied umzuschmelzen, weil die Poesie, wie in den meisten Liedern dieser Art, sehr schlecht war; indeß hat es doch ziemlich sein antikes Ansehen behalten, obgleich einige Verse ganz weggelassen sind, wodurch der Wohlstand beleidigt wurde, und welche nach den akademischen Gesetzen nicht öffentlich abgesungen werden dürfen.
Er versuchte damit, einer erwarteten Zensur zuvorzukommen, hatte aber offensichtlich die Empörung unterschätzt, die er mit der Veröffentlichung des damals gesellschaftlich verpönten studentischen Liedguts auslöste. Zudem publizierte Kindleben gleichzeitig auch noch sein Studentenlexicon, das sich mit der Erläuterung der zeitgenössischen Studentensprache befasste.
Mit diesen beiden Veröffentlichungen seiner Studentenlieder und seines Studentenlexicons, die er bei einem Aufenthalt in seiner alten Universitätsstadt Halle herausgab, überforderte er offensichtlich die Toleranz seiner Zeitgenossen. Der Prorektor der Universität Halle ließ ihn aus der Stadt ausweisen und die Auflage der beiden Werke beschlagnahmen. Heute sind nur noch wenige Exemplare im Original erhalten.
Die heute gesungene Melodie von Gaudeamus igitur erschien im Jahre 1788 zum ersten Mal im Druck, und zwar in dem Buch Lieder für Freunde der geselligen Freude, herausgegeben in Leipzig. Hier begleitet die Melodie allerdings den deutschen Text Brüder lasst uns lustig sein. Die Melodie wurde dann analog auf den lateinischen Text übertragen. Musik und lateinischer Text bildeten in der Folgezeit eine unlösbare Einheit, so dass der Melodie seitdem die gleiche Bedeutung wie dem Text beigemessen wird.

### Entwicklung zum weltweit bedeutendsten Studentenlied

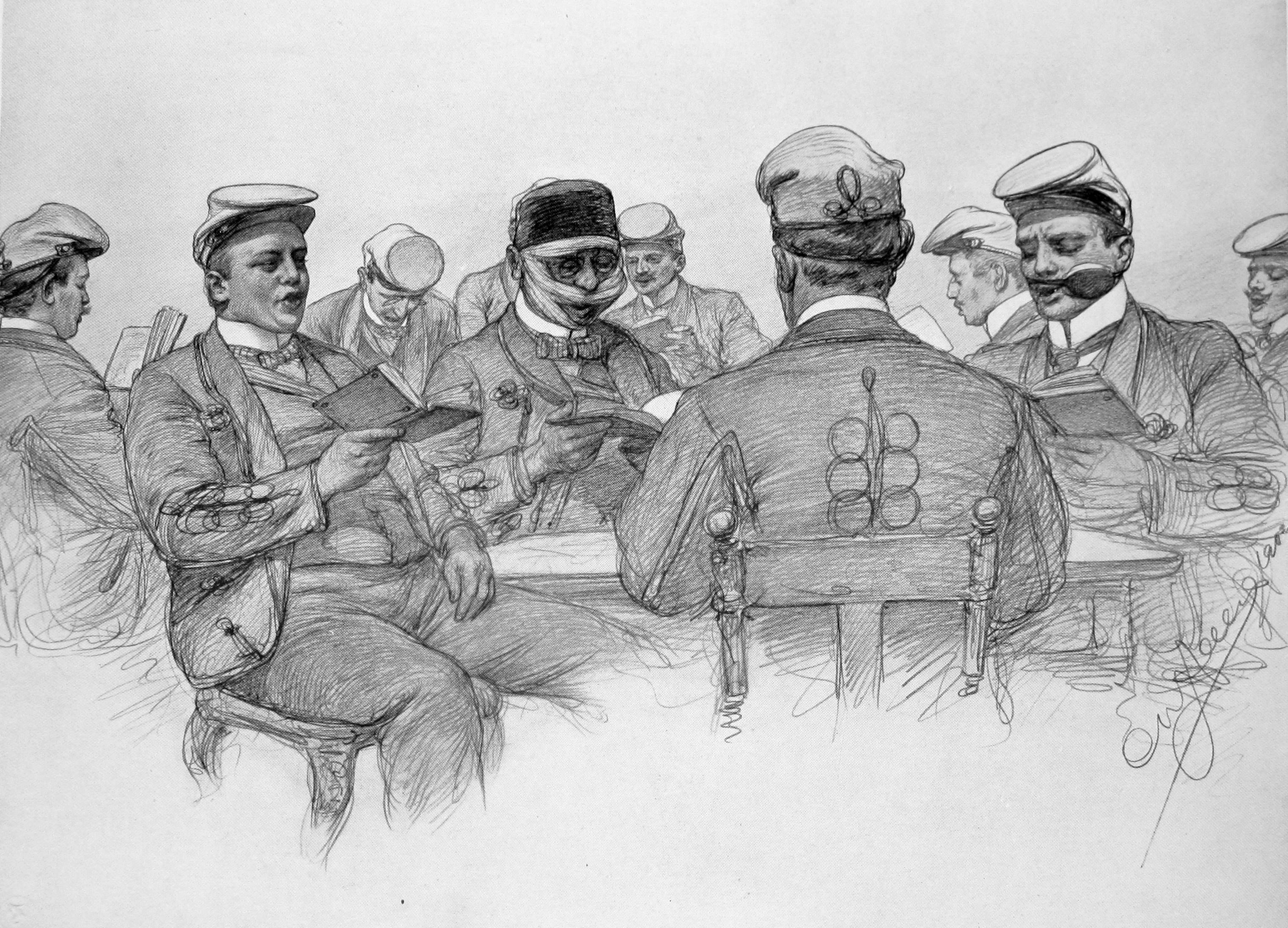
C. W. Allers, Das deutsche Corpsleben, Beim Gesang, 1902

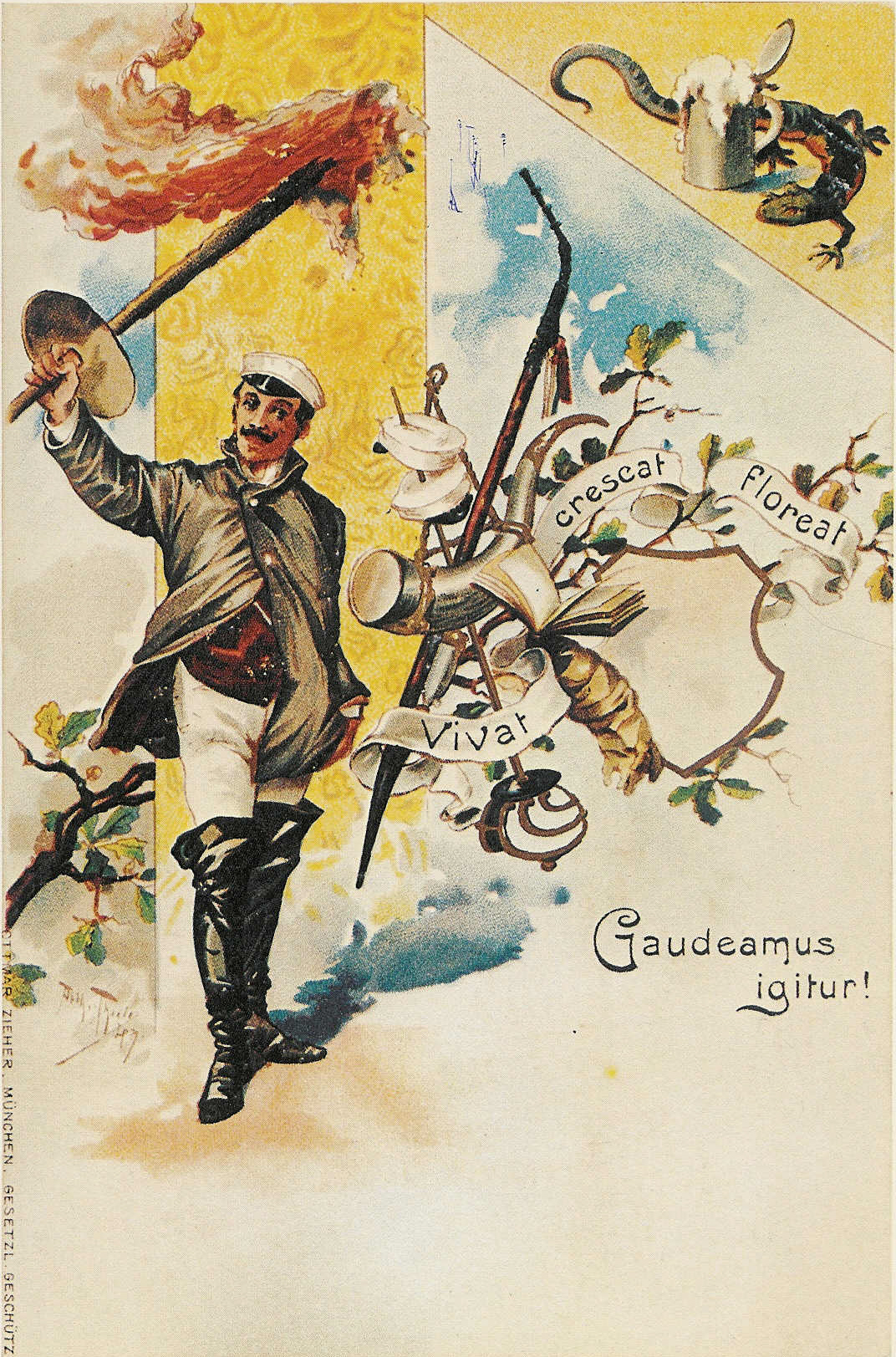
„Gaudeamus igitur“, Couleurpostkarte von 1898

Später gab es zahlreiche Bearbeitungen und Modernisierungen des Liedes, die sich – vermutlich aufgrund ihrer aktuellen Zeitbezüge – nicht langfristig durchsetzen konnten und in Vergessenheit gerieten. Der lateinische Text von Kindleben beruhte auf einer jahrhundertelangen mündlichen Überlieferung und war deshalb zeitloser. Er wurde mit nur geringfügigen Änderungen im 19. Jahrhundert in die neu entstehenden Kommersbücher übernommen, die nun als Liederbücher auf der studentischen Kneipe verwendet wurden. So im Tübinger Commersbuch von 1813, im Neuen Allgemeinen Commersbuch von Halle aus dem Jahre 1816 und im Berliner Commersbuch von 1817.
In der ersten Hälfte des Jahrhunderts waren es noch hauptsächlich revolutionäre und aufrührerische Anlässe, zu denen das Lied gesungen wurde. So erklang das Lied in der Silvesternacht 1828/29, als Studenten randalierend durch die Straßen von Göttingen zogen. Richard Wagner berichtete in seiner Autobiographie Mein Leben von einer Szene während seines Studiums in Leipzig in den frühen 1830er Jahren. Nachdem einige Studenten während eines Straßenaufruhrs verhaftet worden waren, sammelten sich mehrere Gruppen von Studenten, um gemeinsam in Richtung Polizeigefängnis zu marschieren und ihre Kommilitonen zu befreien. Er erwähnte, dass die Studenten dabei Gaudeamus igitur intoniert hätten und dass ihn der Ernst der Szene beeindruckt habe.
Nach 1848 wandelte sich die Auffassung des Liedes rasch. Es wurde nicht nur zum festen Bestandteil des Liederkanons deutscher Studenten (Allgemeines Deutsches Kommersbuch), sondern erfreute sich aufgrund seines Alters auch einer außerordentlichen Wertschätzung. In der zweiten Hälfte des Jahrhunderts etablierte sich die traditionelle studentische Kultur des deutschsprachigen Raums zu einem wichtigen staatstragenden Element. Das Lied Gaudeamus igitur wurde zu einer akademischen Hymne, die zunehmend bei offiziellen akademischen Feiern gesungen oder vorgetragen wurde.
Die Popularität der lateinischen Originalversion von Kindleben erstreckte sich auch auf das Ausland. So wurde das Lied im Jahre 1888 anlässlich der 800-Jahr-Feier der Universität Bologna zur „Studentenhymne“ erklärt. Auf der einzigen erhaltenen Tonaufnahme des deutschen Reichskanzlers Otto von Bismarck zitiert dieser als 74-Jähriger 1889 neben anderen Liedern auch aus Gaudeamus igitur.
Das Lied findet auch noch in modernen Medien wie Film und Fernsehen einen Widerhall. So wird es auch in Filmmusiken eingesetzt. Am Ende der Jules-Verne-Verfilmung Die Reise zum Mittelpunkt der Erde (Originaltitel: Journey to the Center of the Earth) (1959) etwa wird der glücklich heimgekehrte Professor Oliver Lindenbrook (James Mason) von den Studenten seiner Universität mit dem Lied Gaudeamus igitur gefeiert.
Ebenfalls erklingt das Stück am Ende des Filmes Dr. med. Hiob Prätorius von 1965 mit Heinz Rühmann. In der US-amerikanischen Politserie The West Wing – Im Zentrum der Macht (Originaltitel: The West Wing) singen die Darsteller in der Folge „Debate Camp“ die erste Strophe von Gaudeamus igitur. Wie der deutsche Musikwissenschaftler Ulrich Wünschel (Berlin) im Mai 2008 feststellte, wird Gaudeamus igitur auch in dem Soundtrack zu Indiana Jones and the Kingdom of the Crystal Skull verwendet („A Whirl Through Academe“, 2:40). 2017 brachte Welle: Erdball ein Minialbum mit dem  Titel Gaudeamus igitur heraus.
Das Lied wird heute vor allem von Studentenverbindungen in Deutschland, Österreich und der Schweiz, sowie in den meisten östlichen und westlichen Nachbarländern gesungen. An der Katholischen Universität Löwen in Belgien ist das Lied offizieller Programmpunkt bei der Eröffnung des Akademischen Jahres, wo es in Gegenwart des Rektors gesungen wird.
An einigen US-amerikanischen Colleges und Universitäten ist das Lied bei Examensfeiern zu hören. So gehört es auch zum festen Repertoire des Studentenchors der Universität Yale, der entsprechende Aufnahmen auf Tonträgern veröffentlicht.
Das baltische studentische Gesangs- und Folklorefestival wurde im Jahre 1956 begründet und mit einem Umzug eröffnet, bei dem die „Studentenhymne“ Gaudeamus igitur gesungen wurde. Einige Jahre später wurde das Festival in Gaudeamus umbenannt. Es fand 50 Jahre nach der Erstveranstaltung im Sommer 2006 in Tartu insgesamt zum 15. Mal statt. Mit diesem Festival bekennt sich die akademische Jugend der baltischen Länder zu ihren nationalen Traditionen, die über die Zeit der sowjetischen Herrschaft bewahrt wurden.
Das deutsche „Kultliederbuch“ Das Ding, nach Verlagsangaben „der Bestseller unter allen Songbooks“, listet heute Gaudeamus igitur mit Melodie, Text und Gitarrenakkorden neben anderen „400 kultige[n] Hits aus Rock, Pop, Folk und Schlager“ als „Songs, die jeder kennt und mitsingen kann“.
In dem Weltbestseller „Dynasty“ von Robert Elegant, einem Wirtschafts- und Familienroman in Hong Kong und China, pfeift 1927 der Spross einer chinesisch-englischen Familie eine Melodie vor sich hin: „He realized that the tune was ‚Gaudeamus igitur‘, an unconscious echo of music appreciation courses in Hong Kong under the Jesuits.“ (Glasgow, Fontana/Collins 1977, S. 377).

### Neubearbeitungen von Text und Musik
In den Jahren von 1813 bis 1815 gab es verschiedene Ansätze, das alte Lied durch ein „zeitgemäßeres“ zu ersetzen. Die bekannteste dieser neuen Versionen von Gaudeamus igitur stammte vom Leipziger Professor Wilhelm Traugott Krug, der seine Dichtung nach dem Erhalt der Nachricht vom Brande Moskaus 1812, der ersten großen Niederlage Napoleons, verfasste. In seinem Buch Meine Lebensreise, Leipzig 1825, berichtet er:

„Das Erste, was ich nun that, war, daß ich meine alte, schon halb verrostete Leier von der Wand nahm, um meiner von allerlei Gefühlen überströmenden Seele in folgendem Doppel=Liedlein Luft zu machen[.]“

Nach dem Abdruck beider Texte, lateinisch und deutsch, fuhr er fort:

„Dieses Gedicht durfte natürlich damal noch nicht gedruckt, viel weniger unter meinem Namen ausgegeben werden. Es lief nur namenlos in einzelnen Abschriften um. Denn die Franzosen herrschten noch bis zum Frühjahr 1813 in Leipzig. [...] Die Franzosen kannten meine Gesinnungen. [...] Sie hätten mich todt geschossen, wenn sie gewusst hätten, daß ich Verfasser nicht bloß jenes Gedichts, sondern auch zweier andrer Aufsätze war[.]“

| Das neue Gaudeamus.                                                                                          | Das neue Gaudeamus. |
| lateinisch.                                                                                                  | deutsch. |
| --- | --- |
| Gaudeamus igitur, Juvenes Germani! Ecce Galli collaudati Petunt Rhenum profligati, Fugiunt vesani!           | Juble, Deutschlands junge Brut, Laß die Freude tosen! Sieh die ruhmbedeckten Franzen, Wie sie nach dem Rheine tanzen Ohne Waff’ und Hosen!      |
| Ubi sunt, qui antea Magnos se dixere? Adeas Pyrenidem, Transeas Borysthenem, Si cupis videre!                | Sagt, wo sind, die vormals sich Große Namen gaben? Geh’ ins Pyreneenland, An des Dniepers blut’gen Strand, Dort sind sie begraben!              |
| Deus justos protegit Morans quamvis annos; Impiis irascitur Ac funesta sequitur Nemesis tyrannos.            | Gott beschützt, wie lang’ er weilt, Die gerechte Sache; Endlich trifft des Frevels Lohn Selbst Tyrannen auf dem Thron, Furchtbar ist die Rache! |
| Vigeat Germania! Austri regna vivant! Vigeat Ruthenia! Vigeat Borussia! Saxonesque vivant!                   | Blühe auf, Germania! Oesterreich soll leben! Blühe auf, Ruthenia! Blühe auf, Borussia! Sachsen auch soll leben!                                 |
| Pereant, qui contra fas Regnant ut leones! Libertatis oppressores, Terrarumque vastatores, Pereant latrones! | Wer, wie Löwen, ohne Recht Herrschen will, soll sterben! Wer die Freiheit will erdrücken, Wer die Völker will berücken, Stürze ins Verderben!   |
| Vita nostra brevis est, Brevi finietur; Venit mors atrociter, Rapit nos velociter, Nemini parcetur.          | Unser Leben währet kurz, Bald ist’s hingeschwunden; Unerbittlich kommt der Tod, Raubt uns durch sein Machtgebot, Keinem mag er stunden.         |
| Moriamur igitur Fortes bellatores, Moriens pro patria Summa carpet gaudia, Summos et honores.                | Drum so lasst als Helden uns Tapfer kämpfend sterben! Wer für’s Vaterland im Streit Freudig sich dem Tode weiht, Muß den Himmel erben.          |

Die große Bedeutung des Liedes ist auch daran zu erkennen, dass Text und Melodie das Vorbild für zahlreiche Nachdichtungen und Neukompositionen vor allem während des 19. Jahrhunderts abgaben.

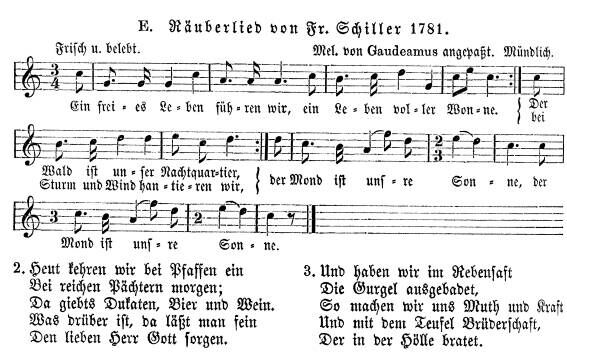
Das Räuberlied als Modifikation von Gaudeamus igitur

Es wird berichtet, dass Jenaer Studenten bei Aufführungen von Schillers Drama Die Räuber Verse des Räuber-Liedes (4. Akt, 5. Szene) sowie das Gaudeamus igitur anstimmten. Das Räuber-Lied mit dem Textanfang Ein freies Leben führen wir wurde auch auf eine modifizierte Melodiefassung des Gaudeamus igitur gesungen. Diese Version regte wiederum zu einer weiteren 1850 veröffentlichten und inhaltlich durch revolutionäres Gedankengut dieser Ära geprägten Kontrafaktur an.
Bereits im ersten Drittel des 19. Jahrhunderts publizierte der Dresdner Hofkomponist Friedrich Schneider eine Festouvertüre für großes Orchester D-Dur, op. 84, beim Verlag C. Brüggemann in Halberstadt, die den Titel Gaudeamus igitur trägt.
Bedřich Smetana verwendete im zweiten Marsch der ursprünglich nur für Klavier komponierten Drei Revolutionsmärsche von 1848 das Gaudeamus igitur.
Franz Liszt, der sich bei den deutschen Studenten großer Beliebtheit erfreute, hat das Lied im Laufe von Jahrzehnten mindestens dreimal bearbeitet. So komponierte er im Jahre 1843 eine Paraphrase mit dem Titel Gaudeamus! Chanson d'étudiants (deutsch: „Gaudeamus! Studentenlied“). Im Jahre 1870 erhielt er den Auftrag zu einer Komposition anlässlich der 100-Jahr-Feier der Musikakademie Jena, für die er eine Humoreske und einen dramatischen Dialog Vor hundert Jahren verfasste. In beiden Stücken wurde die Melodie von Gaudeamus igitur verarbeitet. Die Paraphrase und die Humoreske wurden im Jahre 1995 vom australischen Pianisten Leslie Howard für Tonträger eingespielt und sind bis heute erhältlich.
Als Johannes Brahms von der Universität Breslau den Ehrendoktortitel verliehen bekam, komponierte er aus diesem Anlass die im Jahre 1881 uraufgeführte Akademische Festouvertüre op. 80, in der Motive verschiedener Studentenlieder wie Wir hatten erbauet ein stattliches Haus, Fuchslied (Was kommt dort von der Höh), Alles schweige: Hört, ich sing das Lied der Lieder, und Gaudeamus igitur kontrapunktisch verarbeitet werden. Das Melodiezitat von Gaudeamus igitur bildete dabei den krönenden Abschluss im Finale.

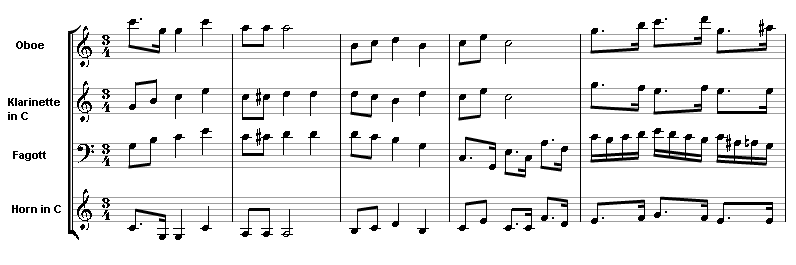
Takt 383 bis 387 der Akademischen Festouvertüre c-Moll op. 80 (nur Oboe I, Klarinette I, Fagott I und Horn I)

Auch Johann Strauss (Sohn) verwendete in seiner Studenten-Polka op. 263 Melodienzitate aus Gaudeamus Igitur.
In der zweiten Hälfte des 19. Jahrhunderts gab es auch vereinzelte Hinzudichtungen mit Neukompositionen, in denen jeder Strophe des lateinischen Liedes eine neue Strophe in deutscher Sprache mit einer neuen Melodie vorangesetzt wurde. Diese neuen Texte sollten die alten Strophen aktualisieren und in das Licht einer neuen Zeit stellen.
So verfassten zum Beispiel im Jahre 1885 Adolf Katsch (Text) und Adolf Schlieben (Melodie) eine Erweiterung des Liedes mit dem Titel Hundert Semester. Der Inhalt des neuen Liedes handelt von einem alten Akademiker, der sich am Morgen seines 70. Geburtstages, also nach hundert Semestern, an seine Studentenzeit erinnert, indem er sich die einzelnen Aspekte des Studentenlebens anhand des lateinischen Liedes vor Augen führt. Gaudeamus igitur wird darin gepriesen als „das Lied der Lieder“. Auch diese Erweiterung steht bis heute in den Kommersbüchern und wird weiterhin gesungen. Der Anfang lautet:
Als ich schlummernd lag heut Nacht,

lockten süße Träume

schimmernd in der Jugend Pracht

mich in ferne Räume.

Krasses Füchslein saß ich schlank

In der Kneipe wieder,

Und in vollem Chore klang

Laut das Lied der Lieder:

Gaudeamus igitur,

iuvenes dum sumus …

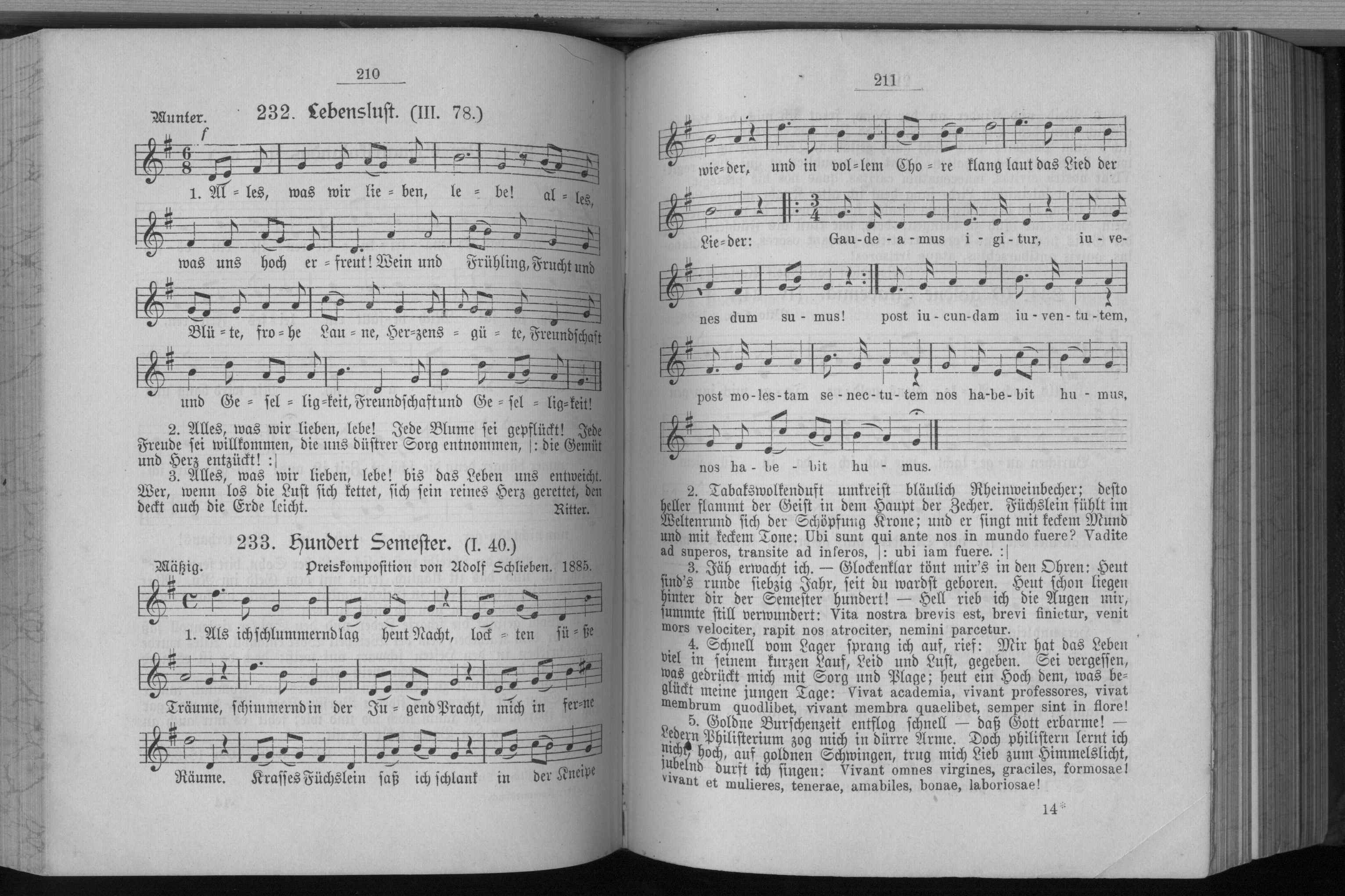
Lied Hundert Semester von 1885 (Anfang …)

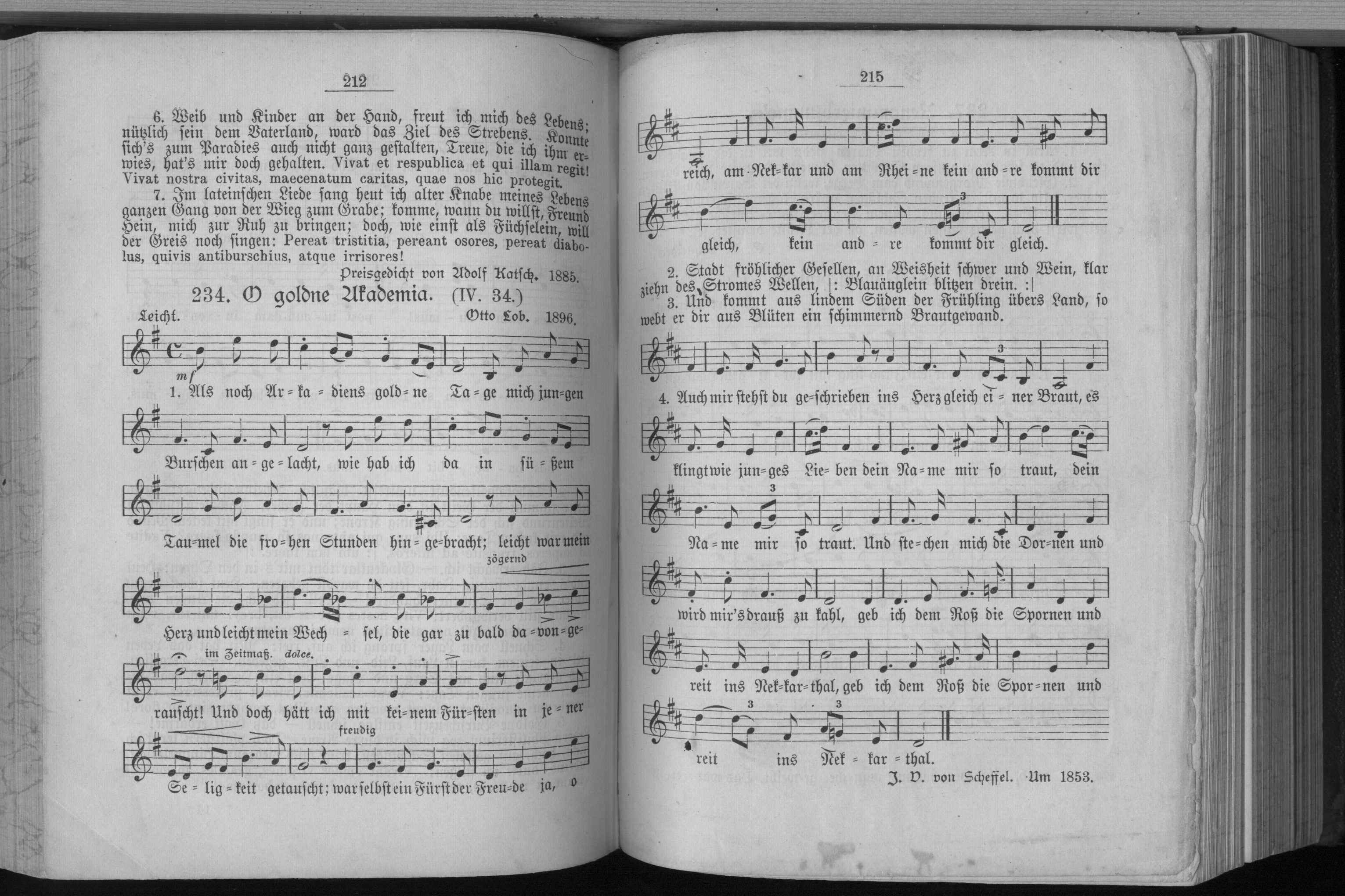
(… Ende) Aus einem Kommersbuch von etwa 1900

Daneben gibt es auch moderne Bearbeitungen für Tanzorchester oder im Dixieland-Sound. Als Beispiel sei das Tanzorchester von Paul Godwin (Franz Baumann, Paul-Godwin-Ensemble: Gaudeamus igitur, Grammophon 21587) genannt.
Eine humorvolle Version findet sich bei Karl May, in Der Geist des Llano estakado, als Hobble-Frank singt:
Gaudeamus, Igelkur,

Juvenal kaut Humus!

Gaugamela, Inventur,

Pflaumenboom ist Prunus.
Frl. Menke hat für die Firma Berentzen die Melodie von Gaudeamus igitur für die Fernseh- und Radiowerbung mit dem Text „Komm zu uns, komm raus aufs Land, hier wird Berentzen gebrannt“ versehen.
Aber auch bei akademischen Feiern wurde in der zweiten Hälfte des 20. Jahrhunderts weiterhin auf Gaudeamus igitur Bezug genommen. So verfasste der Schweizer Komponist Norbert Moret (1921–1998) für das hundertjährige Jubiläum der Universität Fribourg im Jahre 1990 eine Symphonie pour une fête académique („Symphonie für eine akademische Feier“), die in der Aula uraufgeführt wurde. In der Symphonie wurden zwei musikalische Themen verarbeitet: die Melodie von Gaudeamus igitur und das Te Deum. Die Komposition stand ebenso wie bei Brahms in Zusammenhang mit der Verleihung der Ehrendoktorwürde.
In Österreich wird bei den meisten Sponsionen das in diesem Fall als Universitätenhymne bezeichnete Gaudeamus igitur gesungen, unabhängig vom Einfluss der Studentenverbindungen auf der jeweiligen Hochschule.